# Perth Museum
Perth Museum er det primære museum i byen Perth i det centrale Skotland.
Museet åbnede i 2024 i den tidligere bygning for Perth City Hall, og det overtog en række udstillinger fra det tidligere Perth Museum and Art Gallery. Det rummer desuden en permanent udstilling af Skæbnestenen, Storbritanniens kroningssten, som har oprindelse i den nærliggende landsby Scone i Perthshire – det gamle kroningssted for Skotlands monarker.
Museet har til formål at fremvise byens samlinger samt at anerkende Perths status som tidligere hovedstad i Kongeriget Skotland.
Museets bygning ligger ved siden af den historiske St John's Kirk, med facade ud mod King Edward Street og adgang fra St John's Place. Rådhuset blev oprindeligt åbnet i 1914 som et eventsted, men blev lukket i 2005 med opførelsen af Perth Concert Hall.

## Historie
I januar 2019 begyndte BAM Construction arbejdet på et projekt til £30 millioner for at omdanne Perth City Hall til en ny attraktion for kulturarv og kunst, baseret på et design af Mecanoo. Den nye attraktion skulle omfatte udstillinger om Skæbnestenen og Kongeriget Alba.
En navnekonkurrence for den nye museumssektion blev lanceret i marts 2022, og det vindende navn blev “Perth Museum” med 60 % af stemmerne.
Museet blev shortlistet til Art Fund’s Museum of the Year Award 2025.

## Udstilling
Hjertet i museets udstilling er Skæbnestenen. Museet huser også de mumificerede rester af en egyptisk eller kushitisk kvinde ved navn Ta-Kr-Hb.
Samlingen inkluderer også den 3.000 år gamle Carpow-stammebåd, udgravet fra Firth of Tay i 2001; en dansekjole fra 1600-tallet tilhørende Glovers Incorporation; samt en afstøbning af den rekordstore laks, der blev fanget i Tay af Georgina Ballantine i 1922.
Museet har i samarbejde med British Museum og rådgivere fra Māorierne restaureret en sjælden kappe fra New Zealand, fremstillet udelukkende af Kakapofjer. Den dateres til 1810’erne–1820’erne og menes at være den eneste af sin slags, der stadig eksisterer.

## Galleri
- Skæbnestenen
- Carpow-stammebåden fra bronzealderen
- Sarkofagen tilhørende Ta-Kr-Hb
- Fragment af Strathmore-meteoritten